# Moonliner

Moonliner-Logo

Moonliner ist ein Nachtverkehrsnetz in der Schweiz. Moonliner-Busse verkehren in den Kantonen Bern, Solothurn, Jura, Freiburg und Luzern auf 43 Buslinien. Betrieben wird das Busnetz von der Nachtliniengesellschaft, welche aus den folgenden zehn Mitgliedern besteht: Aare Seeland mobil, Automobilverkehr Frutigen-Adelboden AG, Autoverkehr Grindelwald AG, Bernmobil, Busbetrieb Solothurn und Umgebung, Busland AG, PostAuto Schweiz AG, Regionalverkehr Bern–Solothurn, Verkehrsbetriebe Biel und Verkehrsbetriebe STI. Die Geschäftsführung der Nachtliniengesellschaft liegt bei Bernmobil.
Die Nachtliniengesellschaft finanziert sich grösstenteils mit Fahrkarten-Verkäufen. Ein Einnahmedefizit übernehmen die 250 bedienten Gemeinden. Da ÖV-Angebote in der Nacht nicht abgeltungsberechtigt sind, erhält die Nachtliniengesellschaft keine finanzielle Unterstützung von den Kantonen.
Im Jahr 2013 benutzen etwa 289'700 Fahrgäste einen Moonliner-Bus bei einem Einzugsgebiet von rund 750'000 Bewohnern.

## Geschichte
In der Agglomeration Bern verkehren seit 1984 Nachtbusse.
Im Jahr 1997 wurden die verschiedenen Angebote zusammengefasst und werden seither unter dem Namen Moonliner geführt.
Das Moonliner-Netz wurde im Dezember 2007 erweitert mit den neuen Abfahrtsstationen in Biel und Solothurn.
Die jüngste Erweiterung des Busnetzes erfolgte am 4. Mai 2012 mit sechs neuen Linien in der Agglomeration Thun.

## Tarife
Die Kosten für eine einfache Fahrt sind zonenabhängig und belaufen sich auf 6 bis 27 Franken. Abonnemente (z. B. Halbtax und Generalabonnement (GA))  sind auch auf den MOONLINER-Bussen gültig.
Ab dem Fahrplanwechsel im Dezember 2021 wird der Nachtzuschlag abgeschafft, und es gilt der normale Tagespreis sowie öV-Abonnemente.

## Liniennetz
| Linie | Streckenverlauf                                                                | Betreiber                              |
| ----- | ------------------------------------------------------------------------------ | -------------------------------------- |
| M10   | Bern - Schüpfen - Lyss - Brügg - Biel/Bienne                                   | VB Biel, RBS                           |
| M11   | Bern - Fraubrunnen - Bätterkinden - Solothurn                                  | BSU                                    |
| M12   | Bern - Kirchberg - Herzogenbuchsee - Langenthal                                | ASm                                    |
| M13   | (Anschluss vom M15) Kiesen - Oberdiessbach - Jassbach - Heimenschwand          | STI                                    |
| M14   | Bern - Hindelbank - Burgdorf - Hasle-Rüegsau - Sumiswald                       | Busland AG                             |
| M15   | Bern - Muri - Rubigen - Münsingen - Wichtrach - Kiesen - Thun                  | STI, BERNMOBIL                         |
| M16   | Bern - Niederscherli - Schwarzenburg - Rüschegg - Riggisberg                   | BERNMOBIL, PostAuto AG                 |
| M18   | Bern - Brünnen - Frauenkappelen - Gümmenen - Laupen                            | BERNMOBIL                              |
| M19   | (Anschluss vom M78) Belp - Toffen - Kaufdorf - Riggisberg - Thurnen - Gurzelen | BERNMOBIL                              |
| M20   | Bern - Konolfingen - Grosshöchstetten - Langnau - Trubschachen                 | Busland AG                             |
| M21   | Bern - Mooseedorf - Urtenen - Jegenstorf - Grafenried                          | RBS                                    |
| M22   | Bern - Kerzers - Murten - Sugiez - Ins - Müntschemier                          | tpf                                    |
| M23   | Thun - Steffisburg - Schwarzenegg - Heimenschwand                              | STI                                    |
| M24   | Thun - Goldiwil - Heiligenschwendi                                             | STI                                    |
| M25   | Thun - Hilterfingen - Oberhofen - Sigriswil - Merligen                         | STI                                    |
| M26   | Thun - Gwatt - Reutigen - Wimmis - Oey-Diemtigen                               | BERNMOBIL, PostAuto AG                 |
| M27   | Thun - Allmendingen - Blumenstein - Stocken - Amsoldingen                      | STI                                    |
| M28   | Thun - Lerchenfeld - Uetendorf - Seftigen - Wattenwil - Längenbühl             | STI                                    |
| M30   | Biel/Bienne - Grenchen - Solothurn                                             | BSU                                    |
| M31   | Biel/Bienne - Tavannes - Moutier - Delémont                                    | PostAuto AG, VB Biel                   |
| M32   | Biel/Bienne - Ipsach - Täuffelen - Erlach                                      | BERNMOBIL, PostAuto AG                 |
| M33   | Biel/Bienne - Tüscherz - Ligerz - La Neuveville                                | VB Biel                                |
| M34   | Biel/Bienne - Löhre/Mauchamp - Meinisberg - Büren - Lyss                       | VB Biel                                |
| M35   | Biel/Bienne - Jens - Kappelen - Aarberg - Lyss                                 | VB Biel                                |
| M40   | Interlaken West - Därligen - Leissigen - Faulensee - Spiez - Gwatt - Thun      | PostAuto AG, STI                       |
| M41   | Interlaken West - Wilderswil - Zweilütschinen - Lauterbrunnen - Grindelwald    | Grindelwald Bus AG                     |
| M42   | Interlaken West - Brienz - Meiringen – Innertkirchen                           | PostAuto AG                            |
| M45   | Spiez - Frutigen - Adelboden                                                   | Automobilverkehr Frutigen-Adelboden AG |
| M51   | Solothurn - Oberdorf - Grenchen - Lüsslingen - Solothurn                       | BSU                                    |
| M52   | Solothurn - Flumental - Niederbipp - Wangen a. A. - Deitingen - Solothurn      | BSU                                    |
| M53   | Solothurn - Gerlafingen - Derendingen - Herzogenbuchsee - Aeschi SO            | BSU                                    |
| M54   | Solothurn - Lüsslingen - Lohn-Lüterkofen - Messen - Schnottwil                 | BSU                                    |
| M55   | (Anschluss vom M52) Riedholz - Hubersdorf - Niederwil - Günsberg - Balm        | PostAuto AG                            |
| M70   | Bern - Worblaufen - Zollikofen - Münchenbuchsee                                | RBS                                    |
| M71   | Bern - Breitenrain - Guisanplatz Expo                                          | BERNMOBIL                              |
| M72   | Bern - Wyler - Ittigen - Bolligen - Boll-Utzigen                               | RBS                                    |
| M73   | Bern - Rosengarten - (Tiefenmösli) - Ostermundigen Rüti                        | BERNMOBIL                              |
| M74   | Bern - Bärenpark - Bern Ostring                                                | BERNMOBIL                              |
| M75   | Bern – Muri – Gümligen – Rüfenacht – Worb - Biglen                             | BERNMOBIL                              |
| M76   | Bern - Thunplatz - Bern Saali                                                  | BERNMOBIL                              |
| M77   | Bern – Tierpark – Bern Elfenau                                                 | BERNMOBIL                              |
| M78   | Bern – Weissenbühl – Wabern – Kehrsatz - Belp                                  | BERNMOBIL                              |
| M79   | Bern - Sulgenau – Sandrain - Wabern – Wabern Kleinwabern                       | BERNMOBIL                              |
| M80   | Bern – Brunnhof – Fischermätteli – Köniz Weiermatt                             | BERNMOBIL                              |
| M81   | Bern – Monbijou – Liebefeld – Köniz – Schliern                                 | BERNMOBIL                              |
| M82   | Bern – Bern Wander – Spiegel Blinzern                                          | BERNMOBIL                              |
| M83   | Bern – Bümpliz – Niederwangen – Thörishaus – Neuenegg - Laupen                 | BERNMOBIL                              |
| M84   | Bern – Weyermannshaus – Bethlehem – Bümpliz – Bern                             | BERNMOBIL                              |
| M85   | Bern – Bümpliz – Bethlehem – Weyermannshaus – Bern                             | BERNMOBIL                              |
| M86   | Bern – Wohlen – Uettligen – Innerberg – Bern                                   | BERNMOBIL, PostAuto AG                 |
| M87   | Bern – Thalmatt – Herrenschwanden – Ortschwaben – Meikirch – Wahlendorf        | BERNMOBIL                              |
| M88   | Bern – Bern Länggasse                                                          | BERNMOBIL                              |
| M89   | Bern – Bierhübeli – Rossfeld – Bremgarten                                      | BERNMOBIL                              |
| M99   | Solothurn Kofmehl – Solothurn Amthausplatz                                     | BSU                                    |
| N17   | Bern – Flamatt – Schmitten – Düdingen – Freiburg/Fribourg                      | tpf                                    |

## Statistik
| Jahr | Fahrgäste | Anzahl Linien |
| ---- | --------- | ------------- |
| 1997 |           | 9             |
| 2003 | 112'000   | 18            |
| 2004 | 127'000   | 18            |
| 2005 | 141'000   | 18            |
| 2006 | 157'800   | 20            |
| 2007 | 166'000   | 30            |
| 2008 | 217'000   | 32            |
| 2009 | 233'000   | 32            |
| 2010 | 240'000   | 33            |
| 2011 | 267'000   | 34            |
| 2012 | 285'600   | 40            |
| 2013 | 290'000   | 40            |
| 2014 | 280'000   | 39            |

Quelle: Geschäftsberichte Bernmobil